# Porte de Buci

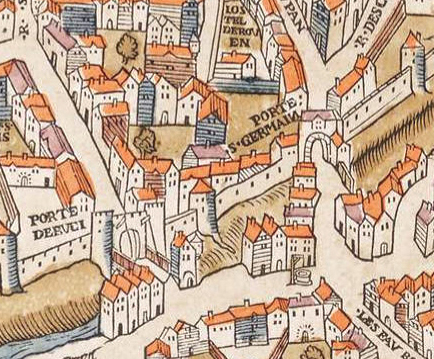
Tor von Buci und Tor von Saint-Germain, 1550

Das Porte de Buci (deutsch Buci-Tor, ursprünglich Porte de Saint-Germain) war neben dem Tor von Cordeliers eines von zwei Stadttoren von Paris, die im 13. Jahrhundert auf der Philippe-Auguste-Mauer errichtet und im 17. Jahrhundert zerstört wurden. Das Tor befand sich im heutigen Viertel Saint-Germain-des-Prés an der Kreuzung Rue Rambuteau/Rue des Archives. Seinen Namen hat das Tor von der Abtei Saint-Germain-des-Prés und vom Faubourg Saint-Germain, das sich in der Nähe befand.

## Geschichte
Laut Jacques-Antoine Dulaure hieß das Tor, mit dessen Bau 1209 begonnen wurde, „Poterne de nos murs (Poternam murorum nostrorum)“ (deutsch: Ausfalltor unserer Mauern). Es wurde im selben Jahr der Abtei Saint-Germain-des-Prés geschenkt, mit der Auflage, dass die Abtei das Tor mit Rohrgeflecht und Dachziegeln bedeckt. Das Tor wurde als Porte Saint-Germain bezeichnet. Es war eines der ursprünglichen Tore der Stadtmauer von Philippe-Auguste. Es befand sich an der Ecke der Rue Saint-André des Arts und der Rue André-Mazet.
Im Jahr 1350 kaufte Simon II. de Bucy für eine Pacht von 20 Livre Miete plus sechs Denier Feudalzinsen die Porte Saint-Germain, die daraufhin ihren Namen in „Porte Buci“ oder „Porte de Buci“ änderte, und die Straße, die zu diesem Tor führte, wurde zur „Rue de Buci“, die man durch Abwandlung auch als „Rue de Bussi“ geschrieben findet.
In der Nacht vom 28. auf den 29. Mai 1418 öffnete Perrinet Leclerc, Sohn eines Eisenhändlers, durch Verrat dieses Tor für Jean de Villiers de L’Isle-Adam, einen burgundischen Hauptmann, der ein Bündnis mit den Engländern geschlossen hatte, und daraufhin Paris im Bürgerkrieg der Armagnacs und Bourguignons eroberte. In den folgenden Tagen wurden 18.000 Menschen getötet.
Die Porte de Buci wurden auf Anordnung des Conseil du Roi vom 19. August 1672 abgerissen.